# Seznam dílů seriálu Adventures of Superman
Toto je seznam dílů seriálu Adventures of Superman. Od září 1952 do dubna 1958 bylo v USA odvysíláno v šesti řadách 104 dílů. První dvě sezóny, obě po 26 epizodách, byly natočeny pouze černobíle, ostatní (všechny po 13 dílech) jsou barevné. Součástí seriálu je také pilotní film Superman and the Mole Men, který byl v roce 1951 promítán v kinech a který byl pro potřeby televize upraven do podoby dvoudílné epizody „The Unknown People“ (díly č. 25 a 26 v první řadě). V Česku nebyl seriál vysílán.

## Přehled řad
| Řada | Díly | Premiéra v USA | Premiéra v USA  |
| Řada | Díly | První díl      | Poslední díl    |
| ---- | ---- | -------------- | --------------- |
| 1    | 26   | 19. září 1952  | 10. srpna 1953  |
| 2    | 26   | 18. září 1953  | 13. března 1954 |
| 3    | 13   | 23. dubna 1955 | 15. října 1955  |
| 4    | 13   | 18. února 1956 | 16. června 1956 |
| 5    | 13   | 8. března 1957 | 31. května 1957 |
| 6    | 13   | 3. února 1958  | 28. dubna 1958  |

## Seznam dílů

### První řada (1952–1953)
| Č. v seriálu | Č. v řadě | Původní název                   | Režie       | Scénář                             | Premiéra v USA     |
| ------------ | --------- | ------------------------------- | ----------- | ---------------------------------- | ------------------ |
| 1            | 1         | Superman on Earth               | Thomas Carr | Whitney Ellsworth a Robert Maxwell | 19. září 1952      |
| 2            | 2         | The Haunted Lighthouse          | Thomas Carr | Eugene Solow                       | 26. září 1952      |
| 3            | 3         | The Case of the Talkative Dummy | Thomas Carr | Dennis Cooper a Lee Backman        | 3. října 1952      |
| 4            | 4         | Mystery of the Broken Statues   | Thomas Carr | William C. Joyce                   | 10. října 1952     |
| 5            | 5         | The Monkey Mystery              | Thomas Carr | Ben Peter Freeman a Doris Gilbert  | 17. října 1952     |
| 6            | 6         | Night of Terror                 | Lee Sholem  | Ben Peter Freeman                  | 24. října 1952     |
| 7            | 7         | The Birthday Letter             | Lee Sholem  | Dennis Cooper                      | 31. října 1952     |
| 8            | 8         | The Mind Machine                | Lee Sholem  | Dennis Cooper a Lee Backman        | 7. listopadu 1952  |
| 9            | 9         | Rescue                          | Thomas Carr | Monroe Manning                     | 14. listopadu 1952 |
| 10           | 10        | The Secret of Superman          | Thomas Carr | Wells Root                         | 21. listopadu 1952 |
| 11           | 11        | No Holds Barred                 | Lee Sholem  | Peter Dixon                        | 28. listopadu 1952 |
| 12           | 12        | The Deserted Village            | Thomas Carr | Ben Peter Freeman a Dick Hamilton  | 5. prosince 1952   |
| 13           | 13        | The Stolen Costume              | Lee Sholem  | Ben Peter Freeman                  | 12. prosince 1952  |
| 14           | 14        | Mystery in Wax                  | Lee Sholem  | Ben Peter Freeman                  | 19. prosince 1952  |
| 15           | 15        | Treasure of the Incas           | Thomas Carr | Howard J. Green                    | 26. prosince 1952  |
| 16           | 16        | Double Trouble                  | Thomas Carr | Eugene Solow                       | 2. ledna 1953      |
| 17           | 17        | The Runaway Robot               | Thomas Carr | Dick Hamilton                      | 9. ledna 1953      |
| 18           | 18        | Drums of Death                  | Lee Sholem  | Dick Hamilton                      | 16. ledna 1953     |
| 19           | 19        | The Evil Three                  | Thomas Carr | Ben Peter Freeman                  | 23. ledna 1953     |
| 20           | 20        | Riddle of the Chinese Jade      | Thomas Carr | Whitney Ellsworth a Robert Maxwell | 30. ledna 1953     |
| 21           | 21        | The Human Bomb                  | Lee Sholem  | Whitney Ellsworth a Robert Maxwell | 6. února 1953      |
| 22           | 22        | Czar of the Underworld          | Thomas Carr | Eugene Solow                       | 13. února 1953     |
| 23           | 23        | Ghost Wolf                      | Lee Sholem  | Dick Hamilton                      | 20. února 1953     |
| 24           | 24        | Crime Wave                      | Thomas Carr | Ben Peter Freeman                  | 27. února 1953     |
| 25           | 25        | The Unknown People (Part 1)     | Lee Sholem  | Robert Maxwell                     | 10. srpna 1953     |
| 26           | 26        | The Unknown People (Part 2)     | Lee Sholem  | Robert Maxwell                     | 10. srpna 1953     |

### Druhá řada (1953–1954)
| Č. v seriálu | Č. v řadě | Původní název                      | Režie        | Scénář         | Premiéra v USA     |
| ------------ | --------- | ---------------------------------- | ------------ | -------------- | ------------------ |
| 27           | 1         | Five Minutes to Doom               | Thomas Carr  | Monroe Manning | 18. září 1953      |
| 28           | 2         | The Big Squeeze                    | Thomas Carr  | David Chantler | 25. září 1953      |
| 29           | 3         | The Man Who Could Read Minds       | Thomas Carr  | Roy Hamilton   | 3. října 1953      |
| 30           | 4         | Jet Ace                            | Thomas Carr  | David Chantler | 10. října 1953     |
| 31           | 5         | Shot in the Dark                   | George Blair | David Chantler | 17. října 1953     |
| 32           | 6         | The Defeat of Superman             | George Blair | Jackson Gillis | 24. října 1953     |
| 33           | 7         | Superman in Exile                  | Thomas Carr  | Jackson Gillis | 31. října 1953     |
| 34           | 8         | A Ghost for Scotland Yard          | George Blair | Jackson Gillis | 7. listopadu 1953  |
| 35           | 9         | The Dog Who Knew Superman          | Thomas Carr  | David Chantler | 14. listopadu 1953 |
| 36           | 10        | The Face and the Voice             | George Blair | Jackson Gillis | 21. listopadu 1953 |
| 37           | 11        | The Man in the Lead Mask           | Thomas Carr  | Jackson Gillis | 28. listopadu 1953 |
| 38           | 12        | Panic in the Sky                   | George Blair | Roy Hamilton   | 5. prosince 1953   |
| 39           | 13        | The Machine That Could Plot Crimes | Thomas Carr  | Jackson Gillis | 12. prosince 1953  |
| 40           | 14        | Jungle Devil                       | Thomas Carr  | Peter Dixon    | 19. prosince 1953  |
| 41           | 15        | My Friend Superman                 | Thomas Carr  | David Chantler | 26. prosince 1953  |
| 42           | 16        | The Clown Who Cried                | George Blair | David Chantler | 2. ledna 1954      |
| 43           | 17        | The Boy Who Hated Superman         | George Blair | David Chantler | 9. ledna 1954      |
| 44           | 18        | Semi-Private Eye                   | George Blair | David Chantler | 16. ledna 1954     |
| 45           | 19        | Perry White's Scoop                | George Blair | Roy Hamilton   | 23. ledna 1954     |
| 46           | 20        | Beware the Wrecker                 | George Blair | Royal K. Cole  | 30. ledna 1954     |
| 47           | 21        | The Golden Vulture                 | Thomas Carr  | Jackson Gillis | 6. února 1954      |
| 48           | 22        | Jimmy Olsen, Boy Editor            | Thomas Carr  | David Chantler | 13. února 1954     |
| 49           | 23        | Lady in Black                      | Thomas Carr  | Jackson Gillis | 20. února 1954     |
| 50           | 24        | Star of Fate                       | Thomas Carr  | Roy Hamilton   | 27. února 1954     |
| 51           | 25        | The Whistling Bird                 | Thomas Carr  | David Chantler | 6. března 1954     |
| 52           | 26        | Around the World with Superman     | Thomas Carr  | Jackson Gillis | 13. března 1954    |

### Třetí řada (1955)
| Č. v seriálu | Č. v řadě | Původní název            | Režie         | Scénář              | Premiéra v USA  |
| ------------ | --------- | ------------------------ | ------------- | ------------------- | --------------- |
| 53           | 1         | Through the Time Barrier | Harry Gerstad | David Chantler      | 23. dubna 1955  |
| 54           | 2         | The Talking Clue         | Harry Gerstad | David Chantler      | 30. dubna 1955  |
| 55           | 3         | The Lucky Cat            | Harry Gerstad | Jackson Gillis      | 7. května 1955  |
| 56           | 4         | Superman Week            | Harry Gerstad | Peggy Chantler Dick | 14. května 1955 |
| 57           | 5         | Great Caesar's Ghost     | Harry Gerstad | Jackson Gillis      | 21. května 1955 |
| 58           | 6         | Test of a Warrior        | George Blair  | Leroy H. Zehren     | 28. května 1955 |
| 59           | 7         | Olsen's Millions         | George Blair  | David Chantler      | 4. června 1955  |
| 60           | 8         | Clark Kent, Outlaw       | George Blair  | Leroy H. Zehren     | 10. září 1955   |
| 61           | 9         | The Magic Necklace       | George Blair  | Jackson Gillis      | 17. září 1955   |
| 62           | 10        | The Bully of Dry Gulch   | George Blair  | David Chantler      | 24. září 1955   |
| 63           | 11        | Flight to the North      | George Blair  | David Chantler      | 1. října 1955   |
| 64           | 12        | The Seven Souvenirs      | George Blair  | Jackson Gillis      | 8. října 1955   |
| 65           | 13        | King for a Day           | George Blair  | Dwight Babcock      | 15. října 1955  |

### Čtvrtá řada (1956)
| Č. v seriálu | Č. v řadě | Původní název               | Režie         | Scénář                        | Premiéra v USA  |
| ------------ | --------- | --------------------------- | ------------- | ----------------------------- | --------------- |
| 66           | 1         | Joey                        | Harry Gerstad | David Chantler                | 18. února 1956  |
| 67           | 2         | The Unlucky Number          | Harry Gerstad | David Chantler                | 25. února 1956  |
| 68           | 3         | The Big Freeze              | Harry Gerstad | David Chantler                | 3. března 1956  |
| 69           | 4         | Peril by Sea                | Harry Gerstad | David Chantler                | 10. března 1956 |
| 70           | 5         | Topsy Turvy                 | Harry Gerstad | David Chantler                | 21. dubna 1956  |
| 71           | 6         | Jimmy the Kid               | Philip Ford   | Leroy H. Zehren               | 28. dubna 1956  |
| 72           | 7         | The Girl Who Hired Superman | Philip Ford   | David Chantler                | 5. května 1956  |
| 73           | 8         | The Wedding of Superman     | Philip Ford   | Jackson Gillis                | 12. května 1956 |
| 74           | 9         | Dagger Island               | Philip Ford   | Robert Leslie Bellem          | 19. května 1956 |
| 75           | 10        | Blackmail                   | Harry Gerstad | David Chantler a Oliver Drake | 26. května 1956 |
| 76           | 11        | The Deadly Rock             | Harry Gerstad | Jackson Gillis                | 2. června 1956  |
| 77           | 12        | The Phantom Ring            | Philip Ford   | David Chantler                | 9. června 1956  |
| 78           | 13        | The Jolly Roger             | Philip Ford   | David Chantler                | 16. června 1956 |

### Pátá řada (1957)
| Č. v seriálu | Č. v řadě | Původní název                     | Režie         | Scénář                               | Premiéra v USA  |
| ------------ | --------- | --------------------------------- | ------------- | ------------------------------------ | --------------- |
| 79           | 1         | Peril in Paris                    | George Blair  | David Chantler                       | 8. března 1957  |
| 80           | 2         | Tin Hero                          | George Blair  | Wilton Schiller                      | 15. března 1957 |
| 81           | 3         | The Town That Wasn't              | Harry Gerstad | Wilton Schiller                      | 22. března 1957 |
| 82           | 4         | The Tomb of Zaharan               | George Blair  | David Chantler                       | 29. března 1957 |
| 83           | 5         | The Man Who Made Dreams Come True | George Blair  | David Chantler                       | 5. dubna 1957   |
| 84           | 6         | Disappearing Lois                 | Harry Gerstad | Peggy Chantler Dick a David Chantler | 12. dubna 1957  |
| 85           | 7         | Money to Burn                     | Harry Gerstad | David Chantler                       | 19. dubna 1957  |
| 86           | 8         | Close Shave                       | Harry Gerstad | Steve Post a Benjamin B. Crocker     | 26. dubna 1957  |
| 87           | 9         | The Phony Alibi                   | George Blair  | Peggy Chantler Dick                  | 3. května 1957  |
| 88           | 10        | Prince Albert Coat                | George Blair  | Leroy H. Zehren                      | 10. května 1957 |
| 89           | 11        | The Stolen Elephant               | Harry Gerstad | David Chantler                       | 17. května 1957 |
| 90           | 12        | Mr. Zero                          | Harry Gerstad | Peggy Chantler Dick                  | 24. května 1957 |
| 91           | 13        | Whatever Goes Up                  | Harry Gerstad | Wilton Schiller                      | 31. května 1957 |

### Šestá řada (1958)
| Č. v seriálu | Č. v řadě | Původní název            | Režie             | Scénář                                   | Premiéra v USA  |
| ------------ | --------- | ------------------------ | ----------------- | ---------------------------------------- | --------------- |
| 92           | 1         | The Last Knight          | Thomas Carr       | David Chantler                           | 3. února 1958   |
| 93           | 2         | The Magic Secret         | Philip Ford       | Robert Leslie Bellem a Whitney Ellsworth | 10. února 1958  |
| 94           | 3         | Divide and Conquer       | Philip Ford       | Robert Leslie Bellem a Whitney Ellsworth | 17. února 1958  |
| 95           | 4         | The Mysterious Cube      | George Blair      | Robert Leslie Bellem a Whitney Ellsworth | 24. února 1958  |
| 96           | 5         | The Atomic Captive       | George Blair      | Robert Leslie Bellem a Whitney Ellsworth | 3. března 1958  |
| 97           | 6         | The Superman Silver Mine | George Blair      | Peggy Chantler Dick                      | 10. března 1958 |
| 98           | 7         | The Big Forget           | Howard Bretherton | Robert Leslie Bellem a Whitney Ellsworth | 17. března 1958 |
| 99           | 8         | The Gentle Monster       | Howard Bretherton | David Chantler                           | 24. března 1958 |
| 100          | 9         | Superman's Wife          | Lew Landers       | Robert Leslie Bellem a Whitney Ellsworth | 31. března 1958 |
| 101          | 10        | Three in One             | Lew Landers       | Wilton Schiller a Whitney Ellsworth      | 7. dubna 1958   |
| 102          | 11        | The Brainy Burro         | George Reeves     | David Chantler                           | 14. dubna 1958  |
| 103          | 12        | The Perils of Superman   | George Reeves     | Robert Leslie Bellem a Whitney Ellsworth | 21. dubna 1958  |
| 104          | 13        | All That Glitters        | George Reeves     | Robert Leslie Bellem a Whitney Ellsworth | 28. dubna 1958  |